# Jamie Bick
Jamie Bick (* 11. Januar 2000 in Bergisch Gladbach) ist eine deutsche Schauspielerin.

## Leben
Bereits als Zweijährige stand sie für Werbefotos vor der Kamera. Danach folgten Werbespots für Haribo und Toggo und ab 2008 gelegentliche Auftritte in der TV-Serie Alarm für Cobra 11 in unterschiedlichen Rollen. 2009 hatte sie mit Ob ihr wollt oder nicht ihr Kinodebüt. Ihre erste Hauptrolle spielte sie als „Pia“ im Kinofilm Yoko. Danach bekam sie die Rolle der Helene im  Kinofilm Die Vampirschwestern angeboten, für den sie im Herbst 2011 u. a. mit Christiane Paul und Michael Kessler vor der Kamera stand. In der Literaturverfilmung Das Tagebuch der Anne Frank, die im Frühjahr 2015 gedreht wurde und am 3. März 2016 in die Kinos kam, spielte Bick Annes Freundin Hannah Pick-Goslar.
Sie nimmt Schauspielunterricht an einer Kölner Schauspielschule. In ihrer Freizeit nimmt sie Gesangsunterricht, Schlagzeugunterricht und betreibt Jiu Jitsu.
2019 spielte sie im Münsteraner Tatort Lakritz mit, der 12,64 Millionen Zuschauer und einen Marktanteil von 34,5 Prozent für Das Erste erreichte.

## Filmografie
- 2006 : Kommissar Stolberg – Vaterliebe
- 2008–2012: Alarm für Cobra 11 – Die Autobahnpolizei (3 Folgen)
- 2009: Ob ihr wollt oder nicht
- 2010: Tinkerbell – Deine Welt
- 2012: Yoko
- 2012: Unter Frauen
- 2012: online – meine Tochter in Gefahr (Fernsehfilm)
- 2012: Die Vampirschwestern
- 2013: Da geht noch was
- 2013: Inga Lindström – Herz aus Eis
- 2014: Die Vampirschwestern 2 – Fledermäuse im Bauch
- 2014: SOKO Köln – Vater und Söhne
- 2014: Kaktus und Mimose
- 2015: Let’s talk – Weil Meinung zählt – Staffel 2
- 2015: SOKO Leipzig – Bilder im Kopf
- 2015: Die Truckerin (Fernsehfilm)
- 2016: Das Tagebuch der Anne Frank
- 2016: Tatverdacht : Leichte Beute
- 2016: Ich gehöre ihm
- 2016: Die Vampirschwestern 3 – Reise nach Transsilvanien
- 2016: Herzensbrecher – Vater von vier Söhnen (4 Folgen)
- 2016: Schatz nimm du sie!
- 2017: In aller Freundschaft – Die jungen Ärzte – Herzensdinge
- 2017: Bettys Diagnose – Verletzte Gefühle
- 2017: SOKO Köln – Die Räuber
- 2018: Tatverdacht – Hilferuf
- 2019: Dem Horizont so nah
- 2019: In aller Freundschaft – Die jungen Ärzte – Aus der Nähe
- 2019: Tatort – Lakritz

## Hörspiele
- 2021: Once a Beauty von Bodo Traber, WDR[2]
- 2023: 12 Nächte. 12-teilige Mystery-Serie über die Raunächte von Leonie Below, WDR[3]